# Skate Canada 1996
Navigation
Édition précédente Édition suivante
Le Skate Canada (ou Internationaux Patinage Canada) est une compétition internationale de patinage artistique qui se déroule au Canada au cours de l'automne. Il accueille des patineurs amateurs de niveau senior dans quatre catégories: simple messieurs, simple dames, couple artistique et danse sur glace.
Le vingt-troisième Skate Canada est organisé du 7 au 10 novembre 1996 au Memorial Auditorium Complex de Kitchener dans la province de l'Ontario. Il est la deuxième compétition de la Série des champions ISU senior de la saison 1996/1997.

## Résultats

### Messieurs
| Rang | Nom               | Pays        | Points | Prog. court | Prog. libre |
| ---- | ----------------- | ----------- | ------ | ----------- | ----------- |
| 1    | Elvis Stojko      | Canada      | 1.5    | 1           | 1           |
| 2    | Ilia Kulik        | Russie      | 3.0    | 2           | 2           |
| 3    | Scott Davis       | États-Unis  | 5.0    | 4           | 3           |
| 4    | Steven Cousins    | Royaume-Uni | 7.0    | 6           | 4           |
| 5    | Dmytro Dmytrenko  | Ukraine     | 7.5    | 5           | 5           |
| 6    | Michael Weiss     | États-Unis  | 7.5    | 3           | 6           |
| 7    | Thierry Cérez     | France      | 12.0   | 10          | 7           |
| 8    | Andrejs Vlascenko | Allemagne   | 12.0   | 8           | 8           |
| 9    | Takeshi Honda     | Japon       | 12.5   | 7           | 9           |
| 10   | Cornel Gheorghe   | Roumanie    | 14.5   | 9           | 10          |
| 11   | Jayson Dénommée   | Canada      | 16.5   | 11          | 11          |
| 12   | Fabrice Garattoni | Italie      | 18.0   | 12          | 12          |

### Dames
| Rang | Nom                | Pays        | Points | Prog. court | Prog. libre |
| ---- | ------------------ | ----------- | ------ | ----------- | ----------- |
| 1    | Irina Sloutskaïa   | Russie      | 1.5    | 1           | 1           |
| 2    | Tara Lipinski      | États-Unis  | 3.5    | 3           | 2           |
| 3    | Lucinda Ruh        | Suisse      | 5.0    | 4           | 3           |
| 4    | Julia Vorobieva    | Azerbaïdjan | 7.0    | 2           | 6           |
| 5    | Jennifer Robinson  | Canada      | 7.5    | 5           | 5           |
| 6    | Susan Humphreys    | Canada      | 8.5    | 9           | 4           |
| 7    | Silvia Fontana     | Italie      | 11.0   | 8           | 7           |
| 8    | Astrid Hochstetter | Allemagne   | 11.5   | 7           | 8           |
| 9    | Elena Liashenko    | Ukraine     | 12.0   | 6           | 9           |

### Couples
| Rang    | Nom                                       | Pays        | Points | Prog. court | Prog. libre |
| ------- | ----------------------------------------- | ----------- | ------ | ----------- | ----------- |
| 1       | Mandy Wötzel / Ingo Steuer                | Allemagne   | 2.5    | 3           | 1           |
| 2       | Marina Eltsova / Andrei Bushkov           | Russie      | 2.5    | 1           | 2           |
| 3       | Kyoko Ina / Jason Dungjen                 | États-Unis  | 4.0    | 2           | 3           |
| 4       | Kristy Sargeant / Kris Wirtz              | Canada      | 6.0    | 4           | 4           |
| 5       | Sarah Abitbol / Stéphane Bernadis         | France      | 7.5    | 5           | 5           |
| 6       | Jodeyne Higgins / Sean Rice               | Canada      | 9.5    | 7           | 6           |
| 7       | Michelle Menzies / Jean-Michel Bombardier | Canada      | 11.0   | 8           | 7           |
| 8       | Lesley Rogers / Michael Aldred            | Royaume-Uni | 12.5   | 9           | 8           |
| Abandon | Peggy Schwarz / Mirko Müller              | Allemagne   |        | 6           |             |

### Danse sur glace
| Rang | Nom                                     | Pays        | Points | Danse imposée | Danse originale | Danse libre |
| ---- | --------------------------------------- | ----------- | ------ | ------------- | --------------- | ----------- |
| 1    | Shae-Lynn Bourne / Victor Kraatz        | Canada      | 2.0    | 1             | 1               | 1           |
| 2    | Marina Anissina / Gwendal Peizerat      | France      | 4.0    | 2             | 2               | 2           |
| 3    | Barbara Fusar-Poli / Maurizio Margaglio | Italie      | 6.6    | 3             | 4               | 3           |
| 4    | Margarita Drobiazko / Povilas Vanagas   | Lituanie    | 7.4    | 4             | 3               | 4           |
| 5    | Sylwia Nowak / Sebastian Kolasiński     | Pologne     | 10.0   | 5             | 5               | 5           |
| 6    | Anna Semenovich / Vladimir Fedorov      | Russie      | 12.0   | 6             | 6               | 6           |
| 7    | Eve Chalom / Mathew Gates               | États-Unis  | 14.0   | 7             | 7               | 7           |
| 8    | Chantal Lefebvre / Michel Brunet        | Canada      | 17.0   | 9             | 9               | 8           |
| 9    | Marika Humphreys / Philip Askew         | Royaume-Uni | 17.0   | 8             | 8               | 9           |
| 10   | Kaho Koinuma / Tigran Arakelian         | Arménie     | 20.0   | 10            | 10              | 10          |

## Sources
- Résultats du Skate Canada 1996
- Patinage Magazine N°55 (décembre 1996-Janvier/février 1997)